# 查爾斯城縣 (維吉尼亞州)
查爾斯城縣（英語：Charles City County）位美国弗吉尼亚州東部的一個縣，面積529平方公里。根据2020年美國人口普查，共有人口6,773人。縣治查爾斯城（Charles City）。該縣成立於1634年，是維吉尼亞州、以至美國最早成立的第一批縣之一（共八個）；縣名紀念建立殖民地時期的英国王儲、後來的國王查理一世。